# کاخ اختصاصی گرگان
کاخ اختصاصی گرگان یا کاخ موزه گرگان یا کاخ سلطنتی گرگان مربوط به دوره پهلوی اول است و در گرگان، پارک شهر (کتابخانهٔ سابق) واقع شده‌است. کاخ شهر گرگان که یکی از ۱۲ کاخ خانواده پهلوی در کشور و محل اقامت این خانواده در منطقه بوده‌است، پس از مرمت به کاخ موزه گرگان تبدیل شده‌است. این کاخ موزه اولین موزه شمال، چهارمین موزه تخصصی باستان‌شناسی و بیست و چهارمین موزه کشور محسوب می‌شود. این بنا در سال ۱۳۴۳ به عنوان موزه گشوده می‌شود و تا سال ۱۳۶۱ دایر می‌ماند و پس از بازسازی دوباره افتتاح می‌شود. این بنا که در دو طبقه به سبک اروپایی ساخته شده، در سال ۱۳۱۷ به دستور رضاخان در کنار مجموعه‌ای از ساختمان‌های اداری در آن سال‌ها از جمله شهرداری، ثبت احوال، مدرسه ایرانشهر و اداره پست گرگان بنا شد. این اثر در تاریخ ۲۶ آذر ۱۳۳۶ به شمارهٔ ثبت ۱۵۳۸ به‌عنوان یکی از آثار ملی ایران به ثبت رسیده‌است و با مرمت و بازسازی در ۲۴ اردیبهشت ۱۳۸۸ افتتاح شده‌است. کاخ موزه گرگان شامل دو بخش همکف و طبقه بالاست که در طبقه همکف ۳۰ تن از مشاهیر استان گلستان از قرن سوم تا دوره معاصر همراه با تندیس معرفی شده‌اند که به بخش مشاهیر مشهور است و در طبقه یک صد قلم از لوازم و اشیای دوره پهلوی و همچنین استراحتگاه خانواده پهلوی در معرض دید علاقه‌مندان قرار گرفته‌است.